# Elke Clijsters
Elke Clijsters (kiejtéseⓘ) (Bilzen, 1985. január 18. –) flamand nemzetiségű belga hivatásos teniszezőnő, Kim Clijsters húga. 2000-ben játszott először a felnőttek mezőnyében, egyéniben egy, párosban hét ITF-tornán győzött rövid pályafutása során. 2002-ben a juniorok között párosban megnyerte Wimbledont és a US Opent, Barbora Strýcovával, illetve Kirsten Flipkensszel, amiért a Nemzetközi Teniszszövetség megválasztotta őt a legjobb páros játékosnak a lányok között. Két alkalommal pályára lépett a belga Fed-kupa-csapatban. 2004-ben, 19 évesen krónikus hátsérülése miatt visszavonult az aktív versenyzéstől.
2008-ban feleségül ment Jelle Van Damme belga labdarúgóhoz. 2009. október 12-én fiuk született, 2010. november 24-én pedig egy lányuk.

## ITF-győzelmei

### Egyéni (1)
| No. | Dátum          | Helyszín    | Borítás | Ellenfél a döntőben | Eredmény a döntőben |
| 1.  | 2004. május 1. | Bournemouth | Salak   | Melanie South       | 3–6, 6–1, 6–2       |

### Páros (7)
| No. | Dátum               | Helyszín  | Borítás    | Partner           | Ellenfelek a döntőben                 | Eredmény a döntőben |
| 1.  | 2001. szeptember 9. | Pétange   | Salak      | Jaslyn Hewitt     | Natallja Dzjamidzenka Kika Hogendoorn | 6–1, 6–3            |
| 2.  | 2002. augusztus 11. | Rebecq    | Salak      | Jaslyn Hewitt     | Leslie Butkiewicz Tessy van de Ven    | 3–6, 6–3, 6–4       |
| 3.  | 2002. november 3.   | Stockholm | Kemény (f) | Marta Domachowska | Jennie Loow Suzanne van Hartingsveldt | 6–1, 6–1            |
| 4.  | 2003. február 2.    | Tipton    | Kemény (f) | Liana Balaci      | Zuzana Černá Iveta Gerlová            | 6–3, 6–2            |
| 5.  | 2003. május 18.     | Casale    | Salak      | Leanne Baker      | Jolanda Mens Stefanie Weis            | 6–3, 6–4            |
| 6.  | 2003. augusztus 17. | Koksijde  | Salak      | Kirsten Flipkens  | Zuzana Černá Vladimíra Uhlířová       | 6–2, 6–4            |
| 7.  | 2004. április 5.    | Nápoly    | Salak      | Mandy Minella     | Michelle Gerards Marielle Hoogland    | 6–1, 6–0            |